# De fattiga i Łódź
De fattiga i Łódź är en roman av Steve Sem-Sandberg från 2009.

## Handling
Romanen utspelar sig delvis i det judiska getto som nazisterna inrättade i Łódź i Polen under andra världskriget. Boken handlar även om Mordechai Chaim Rumkowski, utsedd av nazisterna att förestå gettot och hans tvetydiga roll.
De fattiga i Łódź tilldelades Augustpriset 2009 för bästa skönlitterära verk och nominerades till Nordiska rådets litteraturpris. Boken har hittills översatts till tjugofem språk världen över och blivit en bestseller i många länder. En svensk nyutgåva, i storpocketfornat, utkom i december 2020.
När Expressen Kultur listade de bästa svenska böckerna utgivna under åren 2000–2025 kom De fattiga i Łódź på tredje plats. Listan utsågs genom att 101 svenska kritiker, författare och litteraturvetare valde sina fem favoritverk varpå kulturredaktionen räknade samman den slutgiltiga listan.